# Tiye

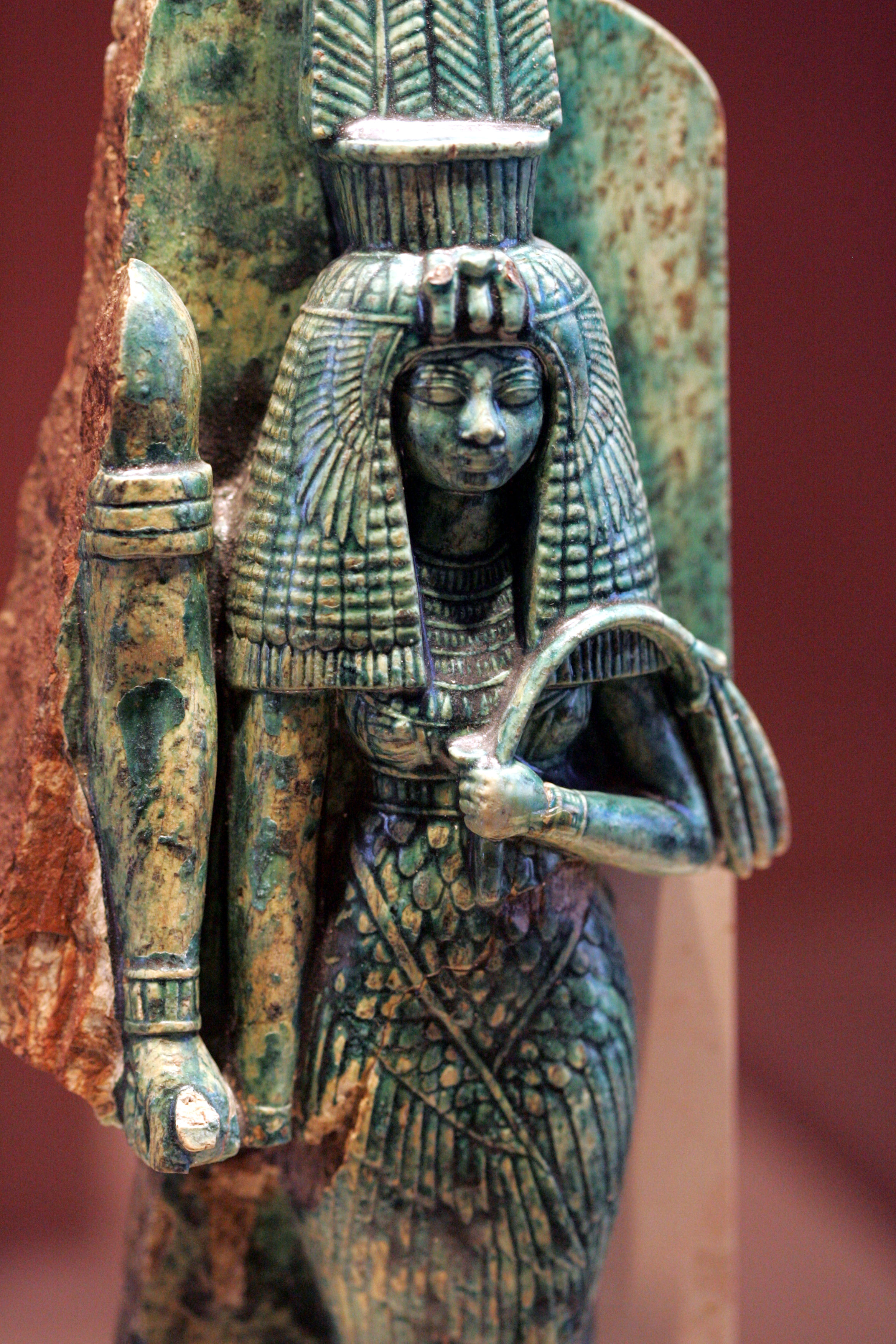
Tiye, phần tượng bị gãy là chồng bà, Amenhotep III

Tiye (khoảng 1398 TCN - 1338 TCN), còn được viết là Taia, Tiy và Tiyi. Bà là "Người Vợ Hoàng gia Vĩ đại" của vua Amenhotep III, vị hoàng đế quyền lực nhất trong lịch sử Ai Cập cổ đại. Bà còn là mẹ của Akhenaten và là bà của Tutankhamun.

## Thân thế
Tiye là con gái của Tể tướng Yuya và Tjuyu. Các nhà Ai Cập học cho rằng cha bà, Tể tướng Yuya, là người ngoại quốc vì một số đặc điểm khác biệt trên xác ướp của ông và cách viết tên của ông không giống như một người Ai Cập. Phu nhân Tjuyu (còn viết là Thuya hoặc Thuyu), nắm giữ nhiều vai trò tôn giáo quan trọng, nhận nhiều danh hiệu như "Người hát cho Hathor", "Người giải trí của Amun và Min".
Tiye còn có một người anh em trai khác là Anen – vị tư tế thứ hai của thần Amun. Một số các tài liệu cổ đại cho rằng bà cũng là chị/em với Pharaoh Ay. Mặc dù không có một tài liệu hay bằng chứng nào khẳng định mối quan hệ giữa Tiye và Ay, tuy nhiên, họ suy đoán điều này bởi nguồn gốc của Ay, cũng từ Akhimim và Ay thừa hưởng hầu hết các danh hiệu mà ông Yuya có được trong suốt cuộc đời của mình.
Tiye đã kết hôn với Amenhotep III vào năm thứ hai của triều đại của ông. Họ có với nhau ít nhất 7 người con:
1. Sitamun, con gái lớn nhất, được tấn phong "Người Vợ Hoàng gia Vĩ đại" vào khoảng năm 30 trong thời gian trị vì của cha bà[6].
2. Iset (hay Isis), cũng được nâng lên vị trí "Người Vợ Hoàng gia Vĩ đại"[6].
3. Henuttaneb, không rõ có được sắc phong "Người Vợ Hoàng gia Vĩ đại" hay không, nhưng tên bà lại nằm trong khung vỏ đạn, 1 đặc ân chỉ có vua và hậu mới có[7][8].
4. Nebetah, chết khi còn nhỏ, em của Akhenaten. Có thuyết cho là cùng 1 người với Beketaten[9].
5. Thutmose, con trai lớn của 2 người, phục vụ như một thầy tư tế của Ptah[10], được phong Thái tử nhưng mất sớm[11]. Ngai vàng thuộc về tay em ông, tức Akhenaten sau này.
6. Akhenaten, cha của Tutankhamun.
7. Smenkhkare (?), được xem là người kế nhiệm trực tiếp (hoặc đồng cai trị) của Akhenaton và tiền nhiệm của Tutankhamun.
8. "Quý Bà trẻ" (?), xác ướp gây tranh cãi trong khu mộ KV35. Các nhà Ai Cập học đã xác định rằng, Quý Bà trẻ là mẹ đẻ của Tutankhamun, nhưng không rõ tên[12].
9. Beketaten (?). Bà chỉ được gọi là "Con gái của Vua" chứ chưa bao giờ gọi là "Chị/em gái của Vua". Do đó, bà có thể là con gái của Kiya và Akhenaten[13]. Sau khi Kiya qua đời, Beketaten được Tiye nuôi dưỡng[14].

## Tầm ảnh hưởng
Tiye nắm giữ rất nhiều quyền lực trong triều đại của chồng và con trai. Theo sử sách, Tiye là một cố vấn tài ba, đáng tin tưởng cho cả vua Amenhotep III và Akhenaten. Từ nhỏ bà đã được hưởng một nền giáo dục rất tốt, tương đương với một vị vua. Vì thế, bà rất thông minh, khôn ngoan, tự tin và đầy quyền lực.
Bà là vị vương hậu Ai Cập đầu tiên mà tên của mình được xuất hiện trên những hoạt động quốc gia. Sau khi Amenhotep qua đời, Tushratta, vua của Mitanni, đã viết thư chia buồn về cái chết của chồng bà và mong muốn được thiết lập mối giao hảo với con bà, Akhenaten.
Vương hậu Tiye được tôn thờ như nữ thần Hathor - Tefnut trong đền thờ tại Sedeinga, Nubia. Có rất nhiều ngôi đền dành riêng để tôn kính bà. Ngoài ra, vua Amenhotep III còn xây dựng một hồ nước nhân tạo cho bà vào năm thứ cai trị thứ 11 - 12.
Khi vua Amenhotep III mất, Tiye sắp xếp chôn ông tại ngôi mộ WV22 trong Thung lũng các vị vua. Vương hậu sống khoảng thêm khoảng 12 năm sau dưới triều đại của con trai bà. Trong một bản khắc khoảng ngày 21 tháng 11 năm 12 của triều đại Akhenaten (1338 TCN), cả bà và cháu gái Meketaten đều được nhắc đến lần cuối cùng. Họ được cho là đã chết ngay sau ngày đó, có thể họ chết do một dịch bệnh. Không lâu sau, triều đại của con trai bà cũng diệt vong.

## Lăng mộ
Tiye được cho là đã được chôn cất trong ngôi mộ hoàng gia của Akhenaten tại Armana cùng với con trai và cháu gái Meketaten. Xác ướp xác của bà được tìm thấy kế bên hai xác ướp khác ở một buồng đối diện với Amenhotep II trong khu KV35 vào năm 1898. Một xác ướp là Webensenu, con trai của Amenhotep II, mất độ 10 tuổi và một xác ướp phụ nữ khác. Ban đầu, các nhà nghiên cứu không xác định được hai xác ướp nữ đó là ai nên đã gọi xác ướp của Tiye là "The Elder Lady", còn xác ướp kia là "The Younger Lady" (Kiya ?).
Đến năm 2010, phân tích DNA được tài trợ bởi Hội đồng Khảo cổ học Tối cao của Ai Cập cho thấy xác ướp "The Elder Lady" chính là vương hậu Tiye.